# Elizabeth Müller
Elizabeth Clara Müller (São Paulo, 6 de março de 1926 – Abelardo Luz, 12 de julho de 2010) foi uma saltadora, velocista e arremessadora de peso brasileira.
De ascendência alemã, nos Jogos Olímpicos de Verão de 1948, ficou em 17º lugar no salto em altura. Nos 100 metros rasos e no arremesso de peso Elizabeth foi eliminada no primeiro round. Nos Jogos Pan-Americanos de 1951 conquistou a medalha de bronze no salto em altura.
Foi muito bem sucedida no Campeonato Sul-Americano de Atletismo, conquistando uma medalha no 200 metros rasos, duas medalhas de salto em altura e duas medalhas de arremesso de peso. No total, Elizabeth ganhou dez medalhas ao longo de sua carreira no campeonato, incluindo uma medalha de prata no salto em distância em 1945.
Morreu na cidade de Abelardo Luz, em Santa Catarina.